# Coume
Coume é uma comuna francesa na região administrativa do Grande Leste, no departamento de Mosela. Estende-se por uma área de 14.9 km², e possui 648 habitantes, segundo o censo de 2018, com uma densidade de 43 hab/km².